# Det gröna halsbandet
Det gröna halsbandet är en svensk kort dramafilm från 1912 i regi av Eric Malmberg. 
Filmen premiärvisades 14 oktober 1912 i Malmö och Stockholm. Den spelades in i Göteborg med exteriörer från varuhuset Vollmers-Meeths, Juvelerare Hallberg, Hertzia, Valand, Lorensberg samt på Stora Nygatan av Julius Jaenzon.  

## Rollista (i urval)
- Lilly Jacobsson - Anna Sundén
- Eric Malmberg - Gustaf Isman
- Victor Arfvidson - Edvard Östman
- Dessutom medverkar poliser, butiksbiträden hos Vollmers-Meeths, kypare, chaufförer och allmänhet.